# Пабло Алборан
Пабло Морено де Алборан Ферандис (на испански: Pablo Moreno de Alborán Ferrándiz) познат като Пабло Алборан (испански: Pablo Alborán) е испански певец и автор на песни.

## Биография
Роден е на 31 май 1989 г. в гр. Малага.
Алборан започва да пее в ранна възраст и пише първите си песни, когато е още на 12 години.
През юни 2020 г. Пабло Алборан обявява публично във видео в своя Instagram профил, че е гей. В съобщението си той изразява желанието си да живее своя живот открито и честно, като подчертава, че има пълната подкрепа на своето семейство и близки приятели.

## Кариера
През 2010 г., след като качва няколко песни в YouTube, той привлича вниманието на музикални продуценти и подписва договор с Warner Music. През същата година издава своя първи сингъл Solamente Tú, който става хит. Последван е от дебютния му албум Pablo Alborán, който също се радва на голям успех.
Алборан продължава да издава успешни албуми и сингли през годините, като Tanto, Terral, Prometo, Vértigo и La Cuarta Hoja.
Алборан е известен със своите емоционални балади и комбинация от поп, фламенко и други музикални стилове.

## Награди и постижения
През годините Алборан е бил номиниран и удостоен с много музикални награди, включително испанските музикални награди Los 40 Principales и Premios Ondas.

## Дискография

### Албуми
- 2011: Pablo Alborán
- 2012: Tanto
- 2014: Terral
- 2017: Prometo
- 2020: Vértigo
- 2022: La Cuarta Hoja

### Сингли
- 2010: Solamente tú
- 2011: Miedo
- 2012: Te he echado de menos
- 2012: Tanto
- 2014: Por fin
- 2015: Pasos de cero
- 2017: Saturno
- 2017: No vaya a ser
- 2018: Prometo
- 2018: La llave (с Piso 21)
- 2018: Tu refugio
- 2019: Tabú (с Ейва Макс)
- 2020: Cuando estés aquí
- 2020: El mismo aire (с Камило)
- 2020: Si hubieras querido
- 2020: Hablemos de amor
- 2021: Llueve sobre mojado (с Айтана и Алваро де Луна)
- 2021: El Lobby (с Micro TBH)
- 2021: Soy capaz
- 2022: Castillos de arena
- 2022: Contigo (със Себастиан Ятра)
- 2022: Carretera y Manta
- 2022: Amigos (с Мария Бесера)